# Chlorophytum alismifolium
Chlorophytum alismifolium är en sparrisväxtart som beskrevs av John Gilbert Baker. Chlorophytum alismifolium ingår i släktet ampelliljor, och familjen sparrisväxter. Inga underarter finns listade i Catalogue of Life.